# ジョニー・スピレーン
ジョニー・スピレーン（Johnny Spillane、1980年12月24日 - ）は、アメリカ合衆国コロラド州スティームボートスプリングス出身のノルディック複合選手。

## プロフィール
スピレーンは子供の頃ハウェルセンヒルスキー場 のそばで育ち、ここのジャンプ台で行われていたスキージャンプに関心を寄せていた。2歳からスキーを始めていたものの11歳まではジャンプにトライすることは無かった。初めてジャンプを飛んだ時はアルペンスキー用の板で、ジャンプ用の板を手に入れたのはそれから2年後だった。
1998年長野オリンピック代表に選ばれたものの出場は無かった。
1999年ノルディックスキージュニア世界選手権団体で優勝、続く1999年ノルディックスキー世界選手権の代表にも選ばれたがグンダーセン32位、スプリント37位、団体10位と振るわなかった。同年3月のワールドカップBではスプリントで優勝。
2001年ノルディックスキー世界選手権個人32位、団体8位、スプリント16位、2002年、自国開催のソルトレイクシティオリンピックでは個人、スプリントとも32位、団体では4位だった。
2003年ノルディックスキー世界選手権のスプリントでは前半ジャンプの4位から逆転して優勝、世界選手権のノルディック複合で初めてアメリカに金メダルをもたらした。このシーズンのノルディック複合・ワールドカップ総合で自己最高の7位となった。
しかしその後は怪我などもあってなかなか好成績をあげることができず、2006年トリノオリンピックスプリントの10位、2009年ノルディックスキー世界選手権ノーマルヒルの16位が目立つ成績であった。
自身4回目のオリンピックとなったバンクーバーオリンピックでは最初の種目ノーマルヒルで銀メダルを獲得。これはオリンピックのノルディック複合競技でアメリカ合衆国史上初めてのメダルである。
更に団体でブレット・キャメロタ、トッド・ロドウィック、ビル・デモンとともに銀メダルを獲得。
3種目目のラージヒルでも同僚ビル・デモンに次いで2位となり3つ目の銀メダルを獲得した。
ノルディック複合・ワールドカップでは2010年1月3日にオーベルホフでのグンダーセンで初勝利、2009-2010シーズン終了時点で通算1勝（2位2回、3位3回）をあげている。